# Lymnocryptes minimus

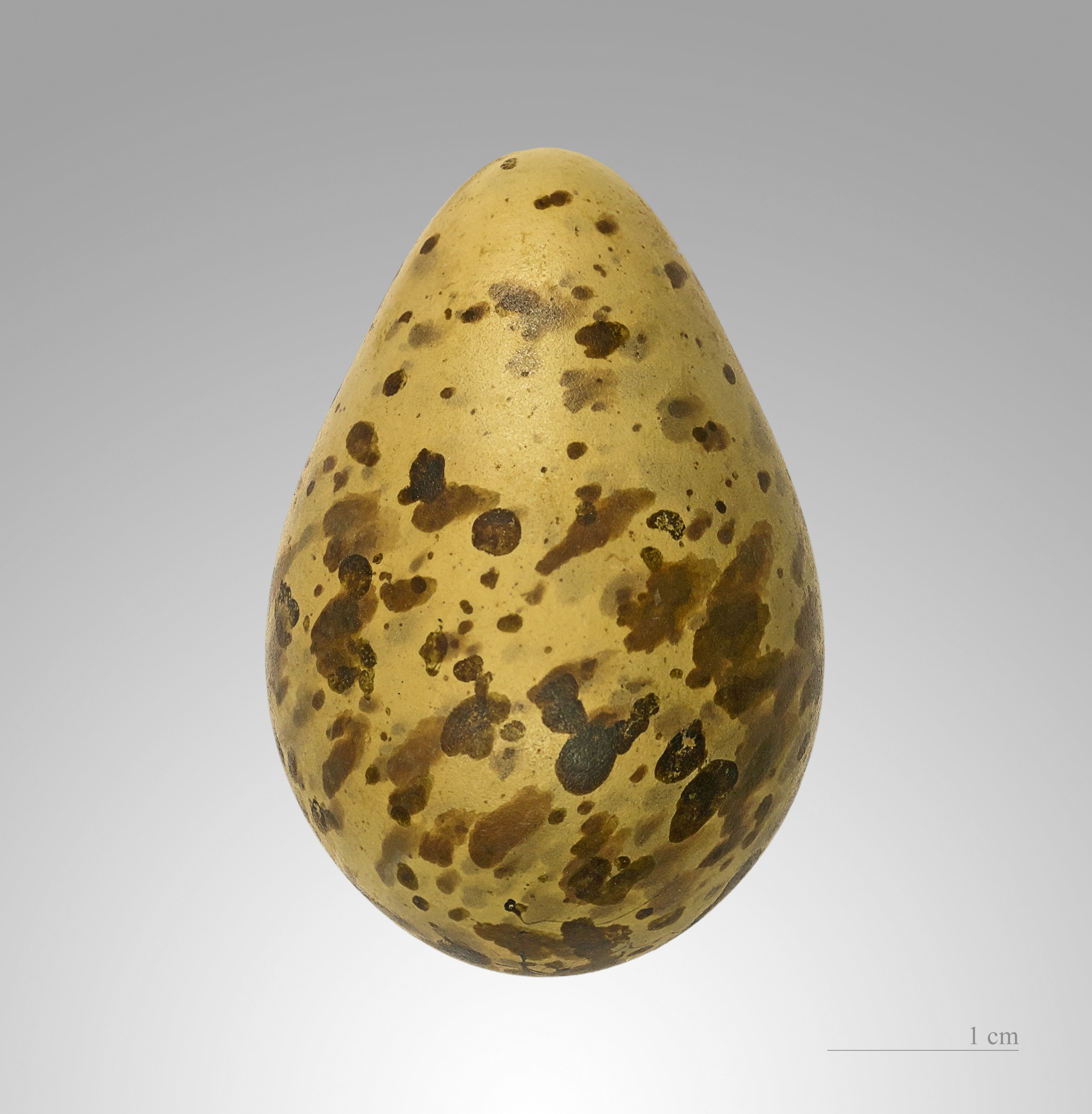
Ovo de Lymnocryptes minimus - MHNT.

A lymnocryptes minimus (Brünnich, 1764), conhecida pelos nomes comuns de narceja-galega e serzeta (não confundir com a Spatula querquedula que com ela partilha o mesmo nome), é uma ave da família Scolopacidae que nidifica no norte da Europa e na Ásia. Inverna no sul da Europa, na Índia e em África. Em Portugal ocorre unicamente como invernante.

## Subespécies
A espécie é monotípica (não são reconhecidas subespécies).